# Румянцев, Сергей Георгиевич
Сергей Георгиевич Румянцев (28 августа 1916, Ливны, Орловская губерния — 1982) — советский футболист, нападающий.

## Биография
Начал играть в футбол в Воронеже. В 1941 году вместе с авиационным заводом № 18 был эвакуирован из Воронежа в Куйбышев.
Играл в команде капитана Новикова и сборной города. В 1942 году был избран секретарем Кировского райкома комсомол. В 1943—1946 работал секретарем горкома ВЛКСМ. В 1942 вошёл в состав новой команды «Крылья Советов». В 1945 году выступил в первом послевоенном чемпионате, забил 13 мячей в 12 играх и стал лучшим бомбардиром команды. Совмещать партийную работу с футболом было тяжело. Во время серии выездных игр после матча в Новосибирске Румянцеву пришлось срочно вылететь в Куйбышев на мероприятия посвященные вручению городу Красного знамени Комитета Обороны, на матч в Свердловске он попал прямо с аэродрома. В своем дневнике Румянцев писал:

«Год победы, год торжества. Год нового расцвета футбола, спорта. Прошли почти четыре тяжелых военных года невзгод, горестей со счастливым, победным концом. Работаю секретарем горкома ВЛКСМ уже второй год, очень тяжело работу совмещать с игрой в футбол»— А. Пономарев, В. Прищепов. Полвека с «Крыльями Советов». Самара, 1992
.
Осенью 1946 года после сезона в Высшей лиге завершил карьеру игрока. Семь лет работал председателем Куйбышевского городского комитета по делам физкультуры и спорта. В 1956—1959 работал в «Крыльях Советов» начальником команды. С января 1960 — начальник планово-диспетчерского бюро сборочного производства авиазавода № 18. В сентябре 1962 года был избран заместителем парткома завода. С февраля 1966 — председатель заводского комитета профсоюза. Награждён двумя орденами Трудового Красного Знамени.

## Клубная статистика
| Выступление      | Выступление      | Выступление      | Лига | Лига | Кубок | Кубок | Итого | Итого |
| Клуб             | Лига             | Сезон            | Игры | Голы | Игры  | Голы  | Игры  | Голы  |
| ---------------- | ---------------- | ---------------- | ---- | ---- | ----- | ----- | ----- | ----- |
| Крылья Советов   | первая           | 1945             | 12   | 13   | 1     | 1     | 13    | 14    |
| Крылья Советов   | высшая           | 1946             | 9    | 0    | —     | —     | 9     | 0     |
| Крылья Советов   | Итого            | Итого            | 21   | 13   | 1     | 1     | 22    | 14    |
| Всего за карьеру | Всего за карьеру | Всего за карьеру | 21   | 13   | 1     | 1     | 22    | 14    |